# Aguarrás mineral

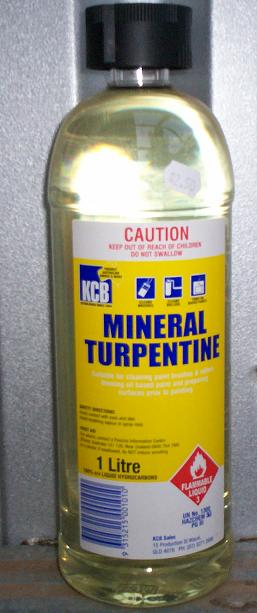
Botella de aguarrás mineral

El aguarrás mineral, habitualmente y simplemente llamado aguarrás, aunque también en ocasiones denominado gasolina blanca, nafta blanca, white spirit (literalmente en inglés, «esencia blanca») o trementina mineral, es un disolvente extraído del petróleo, incoloro o muy levemente amarillento, con olor a queroseno, muy poco soluble en agua y con un punto de ebullición situado entre 130 y 231 °C.

## Composición
Su composición es variable. Algunos valores típicos van de un 80 a un 85 % de una mezcla de hidrocarburos alifáticos e hidrocarburos alicíclicos C7-C12 y un 15 al 20 % de una mezcla de hidrocarburos aromáticos C7-C12.
Su composición más frecuente es la siguiente:[cita requerida] disolvente de hexano alifático con un contenido máximo de un 0,1% del volumen de hidrocarburo aromático, un valor de kauributanol de 29, un punto de ebullición inicial de 65 °C, un punto de secado de aproximadamente 69 °C, y una densidad de 0,7 g/cm³.
En la Unión Europea, la composición del white spirit está recogida en el artículo 11(2) de la Directiva 2002/96/EC (WEEE).

## Tipos
Se produce comercialmente en tres tipos, de acuerdo al tratamiento que ha recibido durante su producción:
- Tipo 1: grado regular, ha sido sujeto de una hidrodesulfuración (extracción del azufre).
- Tipo 2: expuesto a una extracción con disolvente.
- Tipo 3: ha sido hidrogenado.

Estos subprocesos reducen en gran medida el porcentaje de hidrocarburos aromáticos en la mezcla final.
Existe una variedad llamada tipo 0, que consiste en la destilación fraccionada sin recibir ningún tipo de tratamiento posterior.
Una variedad de white spirit elaborada comercialmente se denomina solvente stoddard, que se caracteriza por su punto de ebullición, situado de entre 149 y 204 °C, y por la ausencia de olores rancios u objetables.

## Aplicaciones
Se usa como diluyente (sustituyendo al aguarrás o trementina de origen vegetal) en la pintura artística y en procesos textiles debido a que es más barato que éste y no amarillea con el tiempo, además de ser menos inflamable y menos tóxico. Tarda más en secar y es necesaria menos cantidad. Para poder modificar las pigmentaciones de pinturas, se necesita white spirit de una mayor calidad que los utilizados para la industria, como por ejemplo los que no contienen residuos de azufre. El white spirit puede recibir un mayor proceso de refinado para eliminar los compuestos aromáticos más tóxicos, y se recomienda para aplicaciones como pintura al óleo, donde las personas mantienen un contacto próximo al disolvente.
El white spirit se puede emplear también junto con aceite de corte como lubricante para herramientas de rosca de tornillo y escariado.
En serigrafía, se usa a menudo para limpiar y quitar obstrucciones tras imprimir en textiles grasos con plastisol. 

## Toxicidad
El aguarrás mineral se clasifica principalmente como un irritante. Su toxicidad aguda por inhalación de vapor, contacto dérmico e ingestión oral es relativamente baja comparada con el aguarrás real. Sin embargo, la exposición aguda puede provocar depresión del sistema nervioso central, resultando en falta de coordinación y reacciones lentas. La exposición a concentraciones muy altas en espacios cerrados puede llevar a efectos narcóticos generales (somnolencia, vértigo, náuseas, etc.) y finalmente provocar inconsciencia. La ingestión del producto puede provocar que este entre en las vías respiratorias, lo cual es altamente peligroso. La exposición prolongada o repetida en la piel durante un largo período de tiempo puede resultar en dermatitis irritante severa, también llamada dermatitis de contacto.
La exposición continua a una concentración promedio de aguarrás mineral de 240 mg/m3 (40 ppm) por más de 13 años puede llevar a efectos crónicos en el sistema nervioso central. Estudios a largo plazo similares han observado efectos que incluyen deterioro de la memoria, pobre concentración, irritabilidad incrementada, etc. El aguarrás mineral está implicado en el desarrollo de encefalopatía tóxica crónica (ETC) entre pintores de casas. En casos severos, la ETC puede llevar a discapacidad y cambios de personalidad. Estos efectos en pintores fueron estudiados por primera vez en los años 70 en los países nórdicos.
Debido a la volatilidad y baja biodisponibilidad de sus constituyentes, aunque el aguarrás mineral es moderadamente tóxico para los organismos acuáticos, es improbable que presente riesgos significativos para el medio ambiente. Sin embargo, no debe ser vertido a propósito en el desagüe o drenajes de agua dulce.
Las personas pueden estar expuestas a este solvente en el lugar de trabajo inhalándolo, ingiriéndolo, por contacto con la piel y contacto visual. La Administración de Seguridad y Salud Ocupacional (OSHA) de Estados Unidos de América ha establecido el límite legal (límite de exposición permisible) para la exposición en el lugar de trabajo como 500 ppm (2900 mg/m3) durante una jornada laboral de 8 horas. El Instituto Nacional para la Seguridad y Salud Ocupacional (NIOSH) de Estados Unidos de América ha establecido un límite de exposición recomendado de 350 mg/m3 durante una jornada laboral de 8 horas y 1800 mg/m3 durante 15 minutos. A niveles de 20,000 mg/m3, el solvente Stoddard es inmediatamente peligroso para la vida y la salud.
- Datos: Q1484569